# Jared Murillo
Jared Makaio Murillo est un danseur professionnel américain né le 6 août 1988. Il est principalement connu pour ses prestations dans les films de Disney Channel High School Musical et High School Musical 2. Il fait également partie d'un boys band appelé V Factory.

## Vie privée
Jared Murillo a été en couple avec Ashley Tisdale de janvier 2006 à mars 2009.